# Rhodophthitus castus
Rhodophthitus castus är en fjärilsart som beskrevs av W. Warren 1904. Rhodophthitus castus ingår i släktet Rhodophthitus och familjen mätare. Inga underarter finns listade.